# Carpineto Sinello
Carpineto Sinello är en ort och kommun i provinsen Chieti i regionen Abruzzo i Italien. Kommunen hade 549 invånare (2018).